# Paulo Luiz Beraldo Santos
Paulo Luiz Beraldo Santos, meglio conosciuto come Paulinho (Guarulhos, 14 giugno 1988), è un calciatore brasiliano, attaccante o centrocampista del Penapolense.

## Carriera

### Club

#### Gli inizi
Nato a Guarulhos, inizia a giocare a calcio all'età di 8 anni per il Vasco da Gama. Durante un torneo locale Paulinho viene notato dai talent scout che lo portarono a fare un provino per il Flamengo-SP, che subito dopo 2 allenamenti viene tesserato. Nel 2006, Paulinho, firma il suo primo contratto da professionista per il Flamengo Guarulhos fino all'anno prossimo.
Il 1º gennaio 2010 viene ingaggiato a costo zero dal XV de Piracicaba, firmando un contratto per una singola stagione da 100.000 euro: con il diritto di recompera a favore del Flamengo Guarulhos.

#### Flamengo
Il 1º maggio 2013 Paulinho è ceduto al Flamengo in prestito per 500.000 euro: l'accordo prevede il diritto di riscatto a favore dell'XV de Piracicaba a costo zero. Esordisce con il Rubro-Negro il 26 maggio 2013, in occasione della partita finita con uno spareggio in casa del Santos. Mette a segno il suo primo gol con il Flamengo il 14 luglio 2013, in occasione della partita vinta per 0-1 allo Estádio São Januário contro il Vasco da Gama. Nel febbraio 2014 è staro convocato per la prima volta in Coppa Libertadores, apparendo per la prima volta il 13 febbraio 2014, in occasione della partita in casa del León persa per 2-1. Mette a segno il suo primo gol in Coppa Libertadores il 3 aprile 2014, nella partita ospite contro l'Emelec vinta per 1-2. Il 1º giugno 2014 viene acquistato a titolo definitivo dal Flamengo per un costo pari a 500.000 euro.

#### Vari prestiti

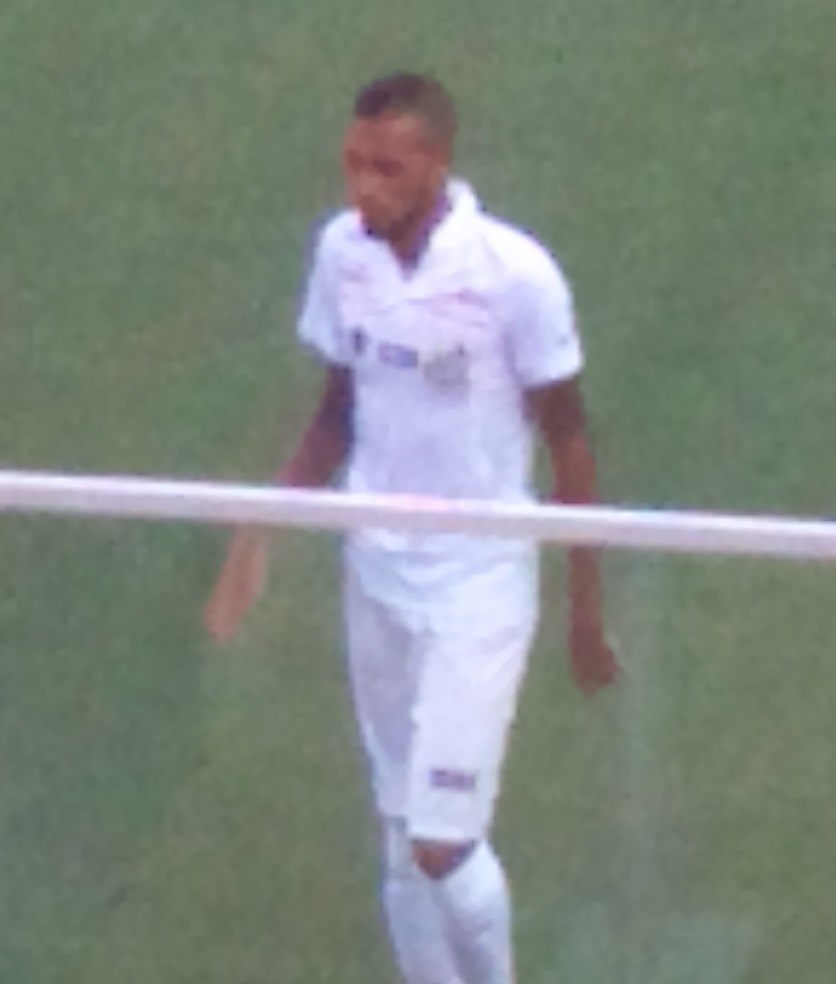
Paulinho con il nel 2016.

Il 2 gennaio 2016 viene annunciato il suo passaggio in prestito al Santos per 1,25 milione di euro con il diritto di riscatto a favore del Flamengo per 70.000 euro.
Fa il suo debutto in campionato brasiliano il 14 maggio 2016, in occasione della partita persa per 1-0 in casa del Atlético Mineiro. Mette a segno il suo primo gol con la maglia del Santos il 5 giugno 2016, in occasione della partita casalinga all'Estádio Urbano Caldeira contro il Botafogo vinta per 3-0.
Il 18 gennaio 2017 passa in prestito al Vitória per 750.000 euro. Fa il suo debutto in campionato brasiliano il 14 maggio 2017, in occasione della partita finita con uno spareggio in casa dell'Avaí. Con il Vitoria è stato spesso protagonista a cartellini gialli per falli molto brutti.
Il 21 agosto 2017 viene annunciato il suo passaggio in prestito al Guarani in Campeonato Brasileiro Série B per 750.000 euro.

#### Gyeongnam
Il 3 luglio 2018 viene annunciato il suo passaggio a titolo definitivo al Gyeongnam, che secondo le indiscrezioni di stampa il costo del trasferimento sarebbe pari a 400.000 euro. Esordisce con la maglia rossonera il 7 luglio 2018, in occasione della partita casalinga vinta per 2-0 contro il Pohang Steelers. Nel luglio 2018, Paulinho è stato convocato per la prima volta in Korean FA Cup, apparendo per la prima volta il 25 luglio 2018, nella partita casalinga contro il Seoul persa per 1-3. Mette a segno il suo primo gol in campionato cinese il 12 agosto 2018, in occasione della partita casalinga vinta per 3-0 allo Changwon Football Center contro il Jeonnam Dragons. Il 10 dicembre 2018 risolve il contratto con il club cinese, rimanendo svincolato.

#### Náutico
Il 14 giugno 2019 viene annunciato sulla homepage del sito del Náutico che Paulinho sarà un nuovo giocatore del Nautico fino alla fine della stagione brasiliana; secondo le indiscrezioni di stampa il costo del trasferimento sarebbe pari a 400.000 euro.

## Statistiche

### Presenze e reti nei club
| Stagione                  | Squadra                   | Campionato                | Campionato | Campionato | Coppe nazionali | Coppe nazionali | Coppe nazionali | Coppe continentali | Coppe continentali | Coppe continentali | Altre coppe | Altre coppe | Altre coppe | Totale | Totale | Totale |
| Stagione                  | Squadra                   | Comp                      | Pres       | Reti       | Comp            | Pres            | Reti            | Comp               | Pres               | Reti               | Comp        | Pres        | Reti        | Pres   | Reti   |        |
| ------------------------- | ------------------------- | ------------------------- | ---------- | ---------- | --------------- | --------------- | --------------- | ------------------ | ------------------ | ------------------ | ----------- | ----------- | ----------- | ------ | ------ | ------ |
| 2007                      | Flamengo-SP               | A3                        | 0          | 0          | -               | -               | -               | -                  | -                  | -                  | -           | --          | -           | 0      | 0      |        |
| 2008                      | Flamengo-SP               | A3                        | 21         | 10         | -               | -               | -               | -                  | -                  | -                  | -           | -           | -           | 21     | 10     |        |
| 2009                      | Flamengo-SP               | A3                        | 12         | 4          | -               | -               | -               | -                  | --                 | -                  | -           | -           | -           | 12     | 4      |        |
| 2010                      | Flamengo-SP               | A3                        | 7          | 7          | -               | -               | -               | -                  | -                  | -                  | -           | -           | -           | 7      | 7      |        |
| Totale Flamengo Guarulhos | Totale Flamengo Guarulhos | Totale Flamengo Guarulhos | 44         | 21         | -               | -               | -               | -                  | -                  | -                  | -           | -           | -           | 44     | 21     |        |
| 2010                      | XV de Piracicaba          | A3                        | 21         | 8          | -               | -               | -               | -                  | -                  | -                  | -           | -           | -           | 21     | 8      |        |
| 2011                      | XV de Piracicaba          | A2                        | 21         | 3          | -               | -               | -               | -                  | -                  | -                  | -           | -           | -           | 21     | 3      |        |
| 2012                      | XV de Piracicaba          | A2                        | 11         | 1          | -               | -               | -               | -                  | -                  | -                  | -           | -           | -           | 11     | 1      |        |
| 2013                      | XV de Piracicaba          | P                         | 17         | 4          | -               | -               | -               | -                  | -                  | -                  | -           | -           | -           | 17     | 4      |        |
| Totale XV de Piracicaba   | Totale XV de Piracicaba   | Totale XV de Piracicaba   | 70         | 16         | -               | -               | -               | -                  | -                  | -                  | -           | -           | -           | 70     | 16     |        |
| 2013                      | Flamengo                  | A                         | 33         | 4          | -               | -               | -               | -                  | -                  | -                  | -           | -           | -           | 33     | 4      |        |
| 2014                      | Flamengo                  | A                         | 13         | 2          | -               | -               | -               | CL                 | 5                  | 1                  | -           | -           | -           | 13     | 2      |        |
| 2015                      | Flamengo                  | A                         | 25         | 3          | -               | -               | -               | -                  | -                  | -                  | -           | -           | -           | 25     | 3      |        |
| 2016                      | Flamengo                  | A                         | 0          | 0          | -               | -               | -               | -                  | -                  | -                  | -           | -           | -           | 0      | 0      |        |
| Totale Flamengo           | Totale Flamengo           | Totale Flamengo           | 71         | 9          | -               | -               | -               |                    | 5                  | 1                  | -           | -           | -           | 76     | 10     |        |
| 2016                      | Santos                    | A                         | 11         | 2          | -               | -               | -               | -                  | -                  | -                  | -           | -           | -           | 11     | 2      |        |
| 2017                      | Santos                    | A                         | 0          | 0          | -               | -               | -               | -                  | -                  | -                  | -           | -           | -           | 0      | 0      |        |
| Totale Santos             | Totale Santos             | Totale Santos             | 11         | 2          | -               | -               | -               | -                  | -                  | -                  | -           | -           | -           | 11     | 2      |        |
| 2017                      | Vitória                   | A                         | 8          | 0          | -               | -               | -               | -                  | -                  | -                  | -           | -           | -           | 8      | 0      |        |
| Totale Vitoria            | Totale Vitoria            | Totale Vitoria            | 8          | 0          | -               | -               | -               | -                  | -                  | -                  | -           | -           | -           | 8      | 0      |        |
| 2017                      | Guarani                   | B                         | 7          | 0          |                 |                 |                 |                    |                    |                    |             |             |             | 7      | 0      |        |
| 2018                      | Guarani                   | B                         | 0          | 0          | -               | -               | -               | -                  | -                  | -                  | -           | -           | -           | 0      | 0      |        |
| Totale Guarani            | Totale Guarani            | Totale Guarani            | 7          | 0          | -               | -               | -               | -                  | -                  | -                  | -           | -           | -           | 7      | 0      |        |
| 2018-2019                 | Gyeongnam                 | K1                        | 23         | 2          | KFC             | 1               | 0               | -                  | -                  | -                  | -           | -           | -           | 23     | 2      |        |
| Totale Gyeongnam          | Totale Gyeongnam          | Totale Gyeongnam          | 23         | 2          |                 | 1               | 0               | -                  | -                  | -                  | -           | -           | -           | 24     | 2      |        |
| 2019                      | Náutico                   | B                         | 0          | 0          | -               | -               | -               | -                  | -                  | -                  | -           | -           | -           | -      | -      |        |
| Totale carriera           | Totale carriera           | Totale carriera           | 234        | 50         |                 | 1               | 0               |                    | 5                  | 1                  |             |             |             | 240    | 52     |        |

## Palmarès

### Club

#### Competizioni nazionali
- Coppa del Brasile: 1

Flamengo: 2013